# Ród d’Argenson
Ród d’Argenson francuski ród arystokratyczny. Jego ojczyzną była Turenia.

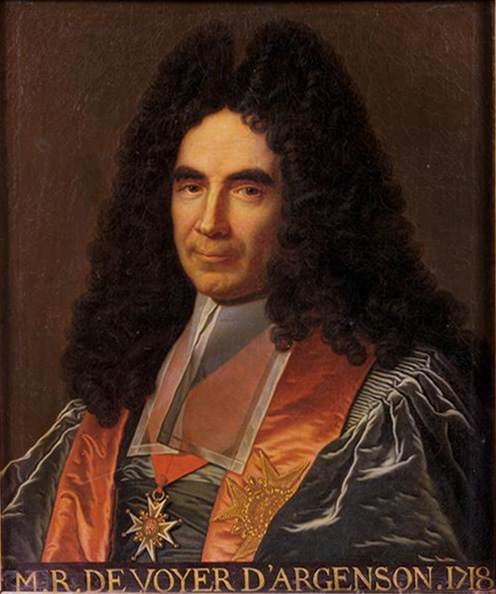
Marc-René de Voyer de Paulmy d’Argenson, 1. markiz d'Arenson
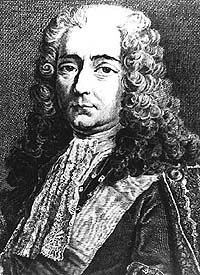
René Louis de Voyer de Paulmy d’Argenson 2. markiz D’Argenson
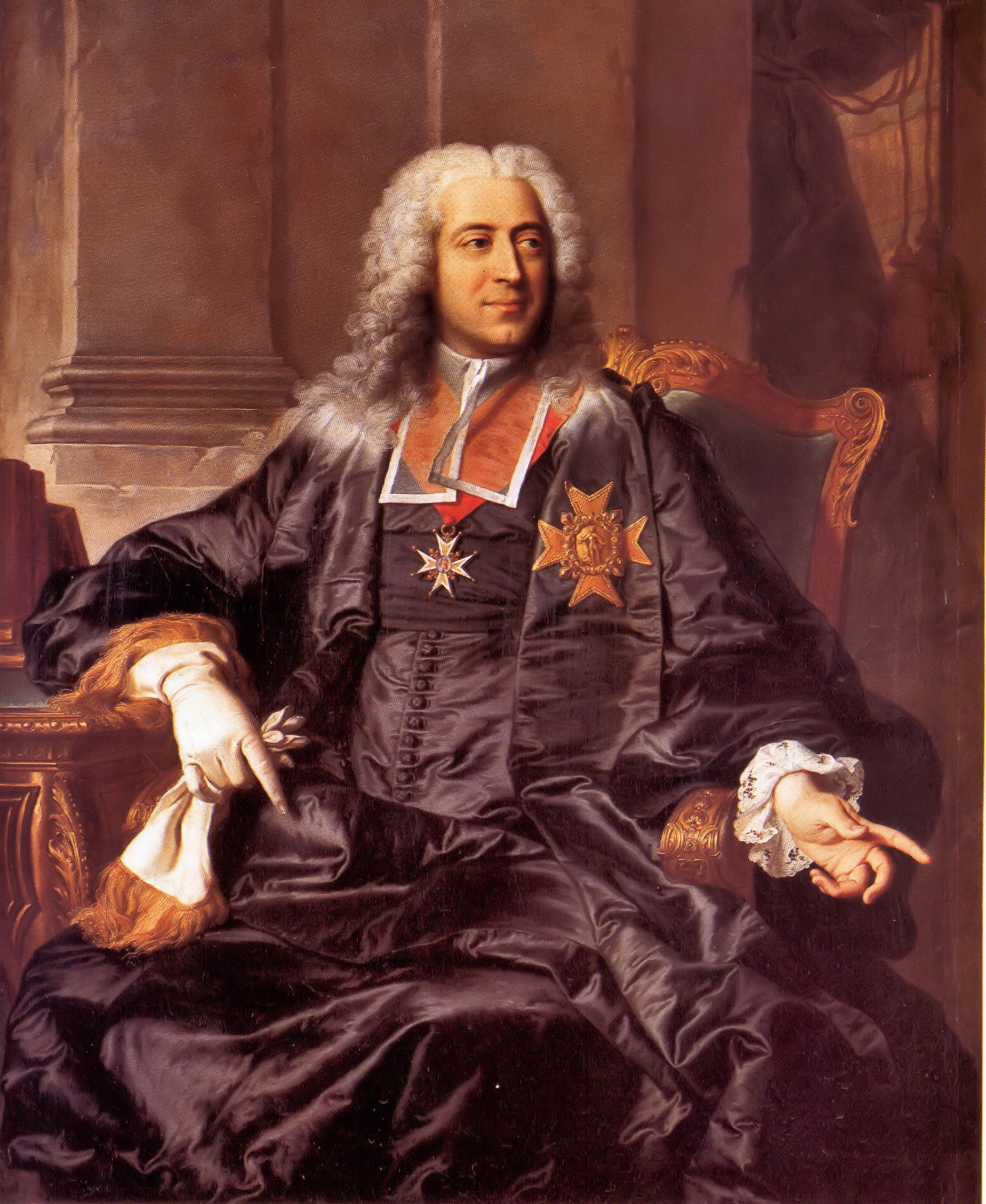
Marc Pierre de Voyer, hrabia d’Argenson
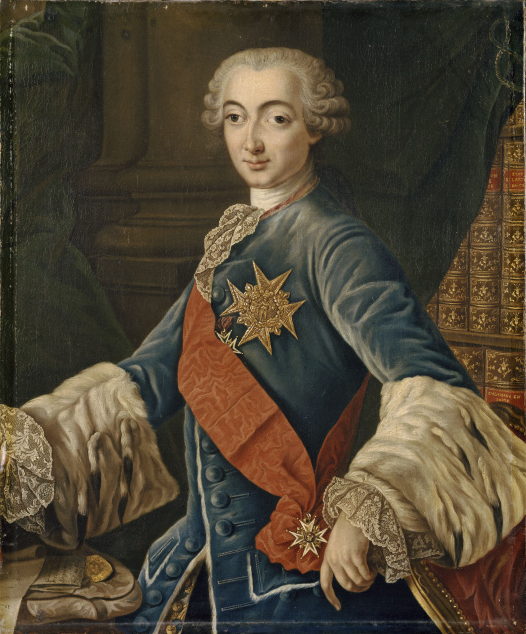
Antoine-René de Voyer de Paulmy, markiz D’Argenson (3. markiz D’Argenson)
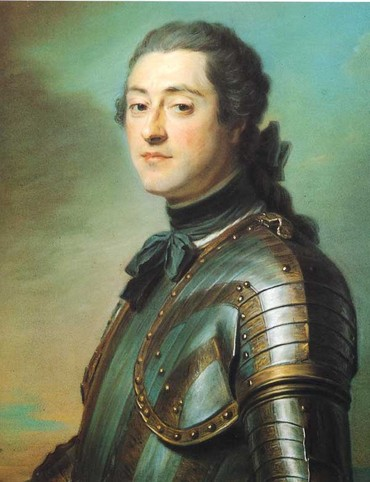
Marc-René de Voyer de Paulmy d’Argenson

## Znani przedstawiciele
- René de Voyer de Paulmy, hrabia d’Argenson (1596-1651) dyplomata, ambasador w Wiedniu.
  - syn poprzedniego Marc-René de Voyer de Paulmy d’Argenson (1623-1700), również ambasador w Wiedniu i kadet.
  - brat poprzedniego Pierre de Voyer d’Argenson (1626-1710), gubernator Kanady.
    - syn Marca (zm. w 1700) poprzedniego Marc-René de Voyer de Paulmy d’Argenson, 1. markiz D’Argenson. minister.
      - syn poprzedniego markiz René Louis de Voyer de Paulmy d’Argenson (1694-1757) francuski polityk i myśliciel polityczny – – 2. markiz D’Argenson.
      - brat poprzedniego Marc Pierre de Voyer, hrabia d’Argenson (1696-1764) francuski wojskowy i minister.
        - syn markiza Renego zmarłego w 1757 roku, Antoine-René de Voyer de Paulmy, markiz D’Argenson (1722-1787) dyplomata. – 3. markiz D’Argenson.
        - kuzyn poprzedniego i syn Marca zmarłego w 1764, Marc-René de Voyer de Paulmy d’Argenson (1722–1787)  francuski wojskowy i minister.
          - syn poprzedniego Marc-René de Voyer de Paulmy d’Argenson (1771–1842). – 4. markiz D’Argenson.

## Markizowie d’Argenson
- 1700-1721 : Marc-René de Voyer de Paulmy d’Argenson, 1. markiz D’Argenson. minister.
- 1721-1757 : René Louis de Voyer de Paulmy d’Argenson (1694-1757), 2. markiz D’Argenson.
- 1757-1787 : Antoine-René de Voyer de Paulmy, markiz D’Argenson (1722-1787), 3. markiz D’Argenson.
- 1787-1842 : Marc-René de Voyer de Paulmy d’Argenson (1771-1842), 4. markiz D’Argenson.
- 1842-1862 : Charles, Marc-René de Voyer de Paulmy d’Argenson (1796-1862), 5. markiz D’Argenson.
- 1862-1897 : Marc-René Marie de Voyer de Paulmy d’Argenson (1836-1897), 6. markiz D’Argenson.
- 1897-1931 : Maurice Charles, Marc-René de Voyer de Paulmy d’Argenson (1875-1931), 7. markiz D’Argenson.
- 1931-1975 : Marc-Pierre Aurélien, Jean, Henri de Voyer de Paulmy d’Argenson (1906-1975), 8. markiz D’Argenson.
- 1975-1999 : Marc-René François de Voyer de Paulmy d’Argenson (1948-1999), 9. markiz D’Argenson.